# 68 (tal)
68 (otteogtres, på checks også sekstiotte) er det naturlige tal som kommer efter 67 og efterfølges af 69.

## Inden for videnskab
- 68 Leto, asteroide
- M68, kuglehob i Vandmanden, Messiers katalog

## Eksterne links
- Wikimedia Commons har flere filer relateret til 68 (tal)